# Университет Дрейка
Университет Дрейка (англ. Drake University) — частный университет в Де-Мойне (США).
Университет основан в марте 1881 года местным учителем Джорджем Карпентером и Фрэнсисом Мэрионом Дрейком, героем гражданской войны и будущим губернатором штата Айова. Первые 77 студентов стали заниматься в единственном здании, студенческом доме. В 1883 году построено первое постоянное здание, Old Main, ныне входящее в Национальный реестр исторических мест США.
В состав университета входит и школа права, созданная в 1865 году, одна из 20 старейших в США.
Спортивные команды университета Дрейка носят название «Бульдоги» («Drake Bulldogs») и выступают в сине-белой форме. Баскетбольная команда известна попаданием в 1969 году в студенческий Финал четырёх. Участница софтбольной команды Дрейка Дени Тайлер попала в сборную США, с которой в 1996 году выиграла олимпийское золото в Атланте.
В честь университета, возможно, назван астероид (620) Дракония, открытый 26 октября 1906 года американским астрономом Джоэлом Меткалфом в обсерватории города Тонтона, а также астероид (694) Экард, открытый тем же астрономом в той же обсерватории ноября 1909 года, где название университета записано в обратном порядке.